# Temesia obsequiosa
Temesia obsequiosa là một loài ruồi trong họ Tachinidae.